# Edith Watson
Edith Sara Watson (East Windsor Hill, Connecticut, 1861 - Florida, 1943) fue una fotógrafa que desarrolló su carrera desde la década de 1890 hasta la de 1930. Es conocida por sus imágenes fotoperiodísticas de la vida cotidiana, de trabajadores y mujeres, especialmente en Canadá.

## Biografía
Watson era la menor de cuatro hermanos. Su familia se dedicaba al negocio de los periódicos y también cultivaba tabaco. Compartió con su hermana Amelia Watson interés en el arte de la pintura con acuarela y crearon su propio estudio. Durante aproximadamente una década, viajaron por Nueva Inglaterra, exhibiendo y vendiendo sus obras de arte. En la década de 1890, cuando se separaron, Edith Watson comenzó a experimentar con la cámara. Watson también estudió fotografía con su tío, el botánico Sereno Watson.

## Carrera de fotografía

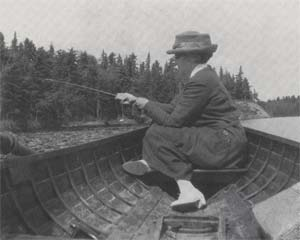
Edith Watson

En 1896, Watson viajó por primera vez a Canadá y pasó gran parte de los siguientes 35 años fotografiando en todo el país a personas del entorno rural, a menudo mujeres. Vendió sus fotografías a varios periódicos y revistas norteamericanos. En ocasiones, intercambiaba sus fotografías para obtener alojamiento o suministros. Así, pudo mantener su independencia ejerciendo tanto de artista como de viajera.
Durante muchos años, pasaba parte de los inviernos en Bermudas, en una cabaña en Saint George, vendiendo acuarelas y fotografías pintadas a mano. En ese lugar, en 1911 conoció a la periodista Victoria Hayward, quien finalmente se convirtió en su compañera en el trabajo y en la vida. Las dos mujeres vivieron, trabajaron y viajaron juntas por áreas aisladas de Canadá.
Con su cámara, Watson documentó la vida de personas en Terranova, Labrador, las Provincias Marítimas de Canadá, Quebec, Ontario, y más tarde hacia el oeste en Manitoba y la Columbia Británica, mientras Hayward escribía sobre ellas. Ambas se alojaron con personas de las Naciones Originarias de Canadá en Quebec y Ontario; Menonitas, Doukhobors y otros "nuevos canadienses" en Manitoba; y la gente de Haida en la Columbia Británica. En 1922, Watson y Hayward publicaron Romantic Canada, un relato de viaje ilustrado de sus viajes por Canadá. En él, Hayward acuñó la frase "el mosaico cultural canadiense" para describir el multiculturalismo de la región. La frase y el concepto fueron recogidos por pensadores y artistas posteriores, incluido el escritor y promotor cultural John Murray Gibbon.

## Fotografías de mujeres canadienses

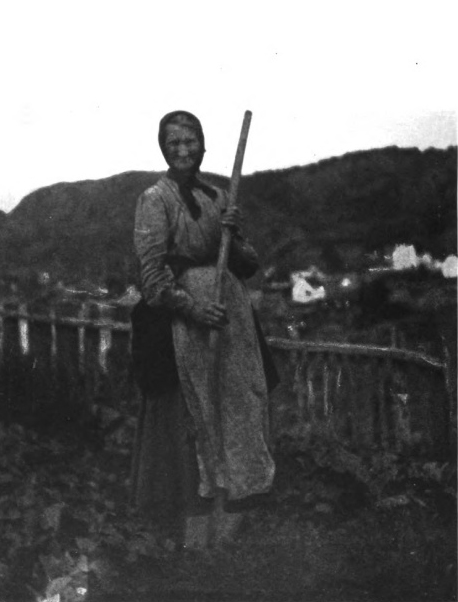
"Un jardinero canadiense en las afueras de un pueblo de Cape Breton"
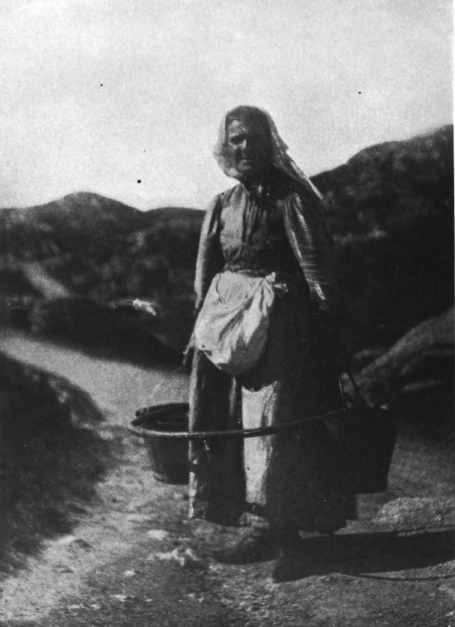
"A lo largo de la costa en Cape Breton Canadá"
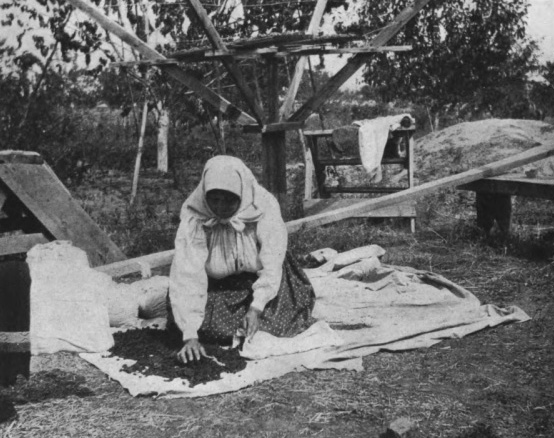
"Las bayas secas se empaquetan para los lujos de invierno"
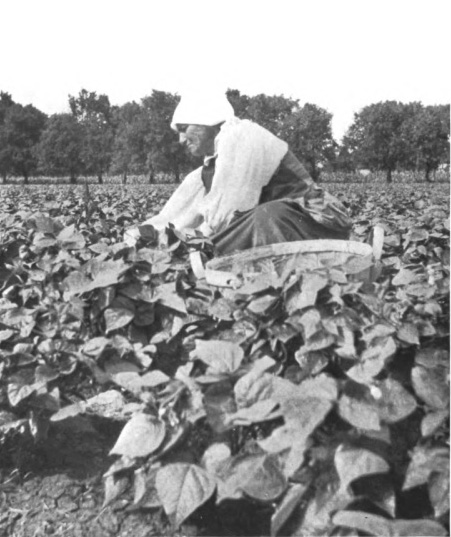
"Deshierbe de frijoles en una granja de camiones holandesa en las afueras de Winnipeg, Manitoba"
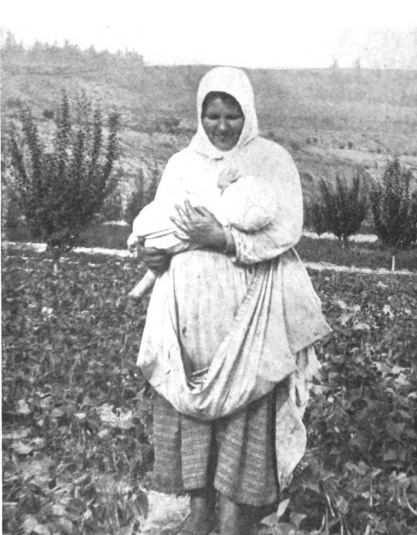
"Virgen de los campos"

## Fotografías de Bermudas

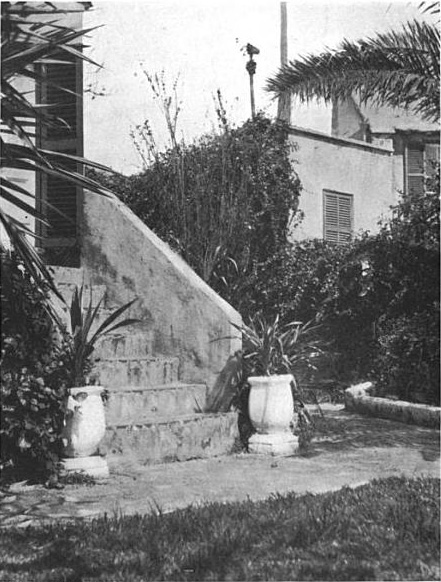
Frascos de flores de coral tallado, Bermudas